# Parasesarma batavianum
Parasesarma batavianum is een krabbensoort uit de familie van de Sesarmidae. De wetenschappelijke naam van de soort is voor het eerst geldig gepubliceerd in 1890 door De Man.